# ハーバート・ヒュープナー
ヘルベルト・ヒュープナー（Herbert Hübner、1889年2月6日- 1972年1月27日）は、ドイツの俳優。

## 出演作品
- 思ひ出の曲